# Мазера-ди-Падова
Мазера-ди-Падова (итал. Maserà di Padova) — коммуна в Италии, располагается в провинции Падуя области Венеция.
Население составляет 8830 человек (2008 г.), плотность населения составляет 497 чел./км². Занимает площадь 18 км². Почтовый индекс — 35020. Телефонный код — 049.
В коммуне 8 сентября особо празднуется Рождество Пресвятой Богородицы.

## Демография
Динамика населения:

## Администрация коммуны
- Официальный сайт: http://www.comune.masera.pd.it/